# Exo (Montreal)
exo (Markenname der Organisation Réseau de transport métropolitain oder RTM) ist ein kanadischer Verkehrsbetrieb. Er ist in der Metropolregion der Millionenstadt Montreal tätig, das die Île de Montréal, die Île Jésus mit Laval sowie die Regionen Rive-Nord und Rive-Sud entlang dem Sankt-Lorenz-Strom umfasst. Zusätzlich zum Busverkehr in diesen Gebieten ist exo insbesondere für den Betrieb des ausgedehnten Vororteisenbahnnetzes zuständig, das zum Teil weit darüber hinaus reicht. Die Organisation ist in zwölf Sektoren unterteilt, die Transportdienstleistungen in einer bestimmten Region anbieten.

## Entstehung

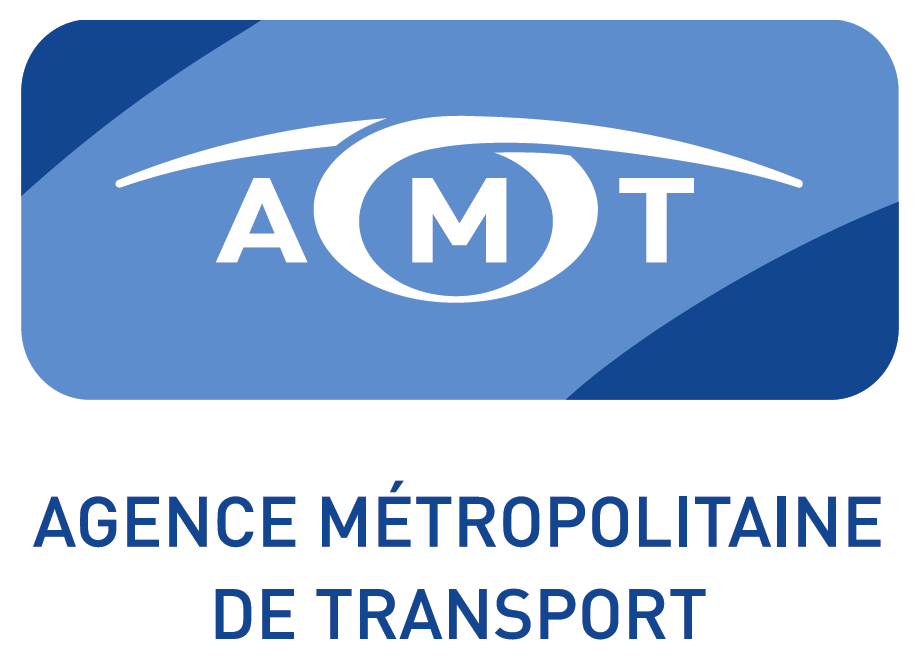
Logo der früheren AMT

Die Organisation exo entstand am 1. Juni 2017 durch Beschluss der Regierung der Provinz Québec. Sie trat an die Stelle ihrer Vorgängerin Agence métropolitaine de transport (AMT) und löste gleichzeitig den Conseil intermunicipal de transport (CIT) ab. Die AMT war neben dem Eisenbahnbetrieb auch für die Planung des gesamten öffentlichen Verkehrsnetzes zuständig, während der in mehrere Teilbetriebe strukturierte CIT sämtlichen Busverkehr koordinierte, der nicht Teil der städtischen Verkehrsbetriebe war. Die administrative Reorganisation des öffentlichen Nahverkehrs in der Metropolregion Montreal führte zu einer Reduzierung der Anzahl Verkehrsbetriebe von 17 auf 5. Durch den Zusammenschluss sollen die Verwaltung des öffentlichen Nahverkehrs und das Reisen in der Region vereinfacht werden.
Bei der Aufnahme der Tätigkeit blieben alle früheren Abteilungen der zusammengeführten Organisationen und Behörden zunächst unverändert. Die Änderungen, die diese Verschmelzung mit sich brachte, erfolgten schrittweise und wurden jeweils zu gegebener Zeit kommuniziert. Ursprünglich als Réseau de transport métropolitain oder RTM bekannt, gab die Organisation am 23. Mai 2018 ihre neue Markenidentität bekannt. Der Name exo soll leichter auszusprechen sein und Verwechslungen mit den Abkürzungen anderer Verkehrsbetriebe in der Region vermeiden. Die Änderung der Identität wurde schrittweise auf der Website, in Zügen und Bussen sowie in den Einrichtungen der Organisation vorgenommen. Auch wenn dies für die Öffentlichkeit nicht sichtbar ist, bleibt Réseau de transport métropolitain weiterhin der rechtliche Name der Organisation.

## Aufgabenbereiche
Das Einzugsgebiet von exo erstreckt sich über das Territorium der Communauté métropolitaine de Montréal mit 82 Gemeinden, des Indianerreservats Kahnawake und der Stadt Saint-Jérôme. Das Angebot richtet sich an über vier Millionen Menschen auf einer Fläche von 4.258 km². Dabei wird exo von der Autorité régionale de transport métropolitain (ARTM) beaufsichtigt, der für die Verkehrsplanung in der Metropolregion zuständigen Behörde.
Mehrere Verkehrsträger werden von exo in eigener Kompetenz betrieben. Dazu gehören ein Eisenbahnvorortverkehr mit sechs Linien von zusammen 234,5 km Länge und mit 62 Bahnhöfen, 241 Buslinien, 63 Sammeltaxilinien, sieben Busbahnhöfe und Behindertenfahrdienste. Im Jahr 2019 erzielte die Organisation einen Umsatz von 883,293 Millionen kanadischen Dollar.
Seit 2017 werden die Fahrpreise für Nahverkehrszüge und Busse von der ARTM reguliert, richten sich aber noch immer nach den Tarifrahmen, die von den verschiedenen Verkehrsbetrieben vor der Gründung von exo festgelegt wurden. Es gibt daher mehrere verschiedene Preislisten, die für die einzelnen Verkehrsangebote gelten. Erhältlich ist seit 2004 auch die Carte OPUS, eine wiederaufladbare Chipkarte, mit der Leistungen verschiedener Verkehrsunternehmen in der gesamten Provinz Québec bezogen werden können.

## Angebot

### Vororteisenbahnen
Im Großraum Montreal betreibt exo Schienenpersonennahverkehr auf sechs Bahnstrecken. Das Streckennetz ist 234 km lang und erschließt 61 Bahnhöfe. Vom Gare Centrale und vom Gare Lucien-L’Allier im Stadtzentrum aus führen fünf nichtelektrifizierte Strecken nach Vaudreuil, Saint-Jérôme, Mont-Saint-Hilaire, Candiac und Mascouche. Befahren werden sie von dieselelektrischen Wendezügen mit Doppelstockwagen, überwiegend des Herstellers Bombardier Transportation.
Die sechste Strecke nach Deux-Montagnes, die einzige elektrifizierte, ist seit dem 1. Januar 2021 außer Betrieb. Sie wird durch das zurzeit im Bau befindliche Nahverkehrssystem Réseau express métropolitain (REM) ersetzt, das 2023/24 in Form einer fahrerlosen Leicht-U-Bahn auf der gleichen Trasse verkehren wird.

### Busverkehr
Bei der Gründung übernahm exo jenen Teil des Busverkehrs, der zuvor von den lokalen Verkehrsbetrieben abgewickelt wurde, die im CIT zusammengeschlossen waren. Seither ist exo für alle Buslinien der fusionierten Betriebe verantwortlich, die zusammen etwas mehr als die Hälfte aller Fahrten ausmachen. Der Rest entfällt auf die nicht fusionierten Verkehrsbetriebe der Städte Montreal (Société de transport de Montréal), Laval (Société de transport de Laval) und Longueuil (Réseau de transport de Longueuil). Betrieblich ist das von exo erschlossene Gebiet in zwölf weitgehend autonome Sektoren unterteilt, die folgende Tabelle (Stand 2019) bietet einen Überblick:
| Sektor                         | Sitz             | Buslinien | Sammeltaxi- linien | Fahrgäste (2019) |
| ------------------------------ | ---------------- | --------- | ------------------ | ---------------- |
| Exo Chambly-Richelieu-Carignan | Longueuil        | 16        | 10                 | 1.379.900        |
| Exo Haut-Saint-Laurent         | Châteauguay      | 02        | 0                  | 169.200          |
| Exo L’Assomption               | Sainte-Thérèse   | 13        | 02                 | 1.877.300        |
| Exo La Presqu’Île              | Vaudreuil-Dorion | 27        | 0                  | 958.800          |
| Exo Laurentides                | Sainte-Thérèse   | 38        | 10                 | 6.103.100        |
| Exo Le Richelain               | Longueuil        | 22        | 10                 | 1.996.000        |
| Exo Roussillon                 | Saint-Constant   | 16        | 06                 | 1.173.000        |
| Exo Sainte-Julie               | Longueuil        | 12        | 03                 | 756.000          |
| Exo Sorel-Varennes             | Sorel-Tracy      | 16        | 0                  | 1.231.700        |
| Exo Sud-Ouest                  | Châteauguay      | 16        | 06                 | 1.850.5000       |
| Exo Terrebonne-Mascouche       | Sainte-Thérèse   | 34        | 11                 | 3.948.600        |
| Exo Vallée-du-Richelieu        | McMasterville    | 29        | 05                 | 2.065.600        |
| Total                          | Total            | 241       | 063                | 23.509.700       |